# Čudomirić család
A Čudomirić család egyike volt a Horvát Királyság azon tizenkét törzsi nemzetségének, amelyet a Pacta conventa is említ.

## A név eredete
Branimir Gušić azzal érvelt, hogy a családnév a montenegrói Bar melletti Tudjemili (Tjudjemili vagy Čudemili) helynévhez, illetve faluhoz kapcsolódik, amelyek a Szent Miklósnak szentelt templommal rendelkező Dedići és Hrvatin falvak közelében találhatók. Ez alapján a Čudomir-Čudomer nevet a gót Thiudomer személynévből (gót: thiuda = nemzet, nép) származtatta.

## Története
A nemzetség legkorábbi ismert őse Pribislav Čudomirić zsupán, egyike a Pacta conventában említett tizenkét nemesnek. A Supetari kartulárium szerint a Čudomirović egyike volt annak a hat nemzetségnek, amelyek a bánokat választották, és akik új királyt is választhattak abban az esetben, ha az előző király úgy halt meg, hogy nem hagyott örökösöket. Ebben szerepel „Saruga” vagy „Saruba (Zaruba) Cudomirig”, aki nagy valószínűséggel rokona „iupanus Sarubbának”, aki annak a Szlavicsnak köréhez tartozott, aki máig nem tisztázottan vagy horvát király volt, vagy a horvát trónra pályázott. A család tagjai a 15. századra valószínűleg sok kisebb ágra szakadtak, vagy más családok részévé váltak, vagy elvesztették nemesi státuszuk nagy részét.
A család legkorábbi biztos említése 1207-ből való, amikor „Uste Zudomiriko” tanúként szerepel (a Gusić, Mogorović, Kačić és más nemzetségek képviselőivel együtt) két, a Tinjtől nyugatra (Benkovac közelében) fekvő bubnjani Szent Péter-templomhoz kapcsolódó dokumentumban. Ezt követően a család tagjai számos oklevélben felbukkannak. 1232-ben Zára városának egy a zárai Szent Krševan (Chrysogonus)-templom földjeiről szóló oklevelében Milota Cidomirigről van említés, míg Dobroje, Vukoje Čudomirić fia 1278-ban birtokosként volt ismert a Zára melletti Čudomirćina vagy Čudomirić környékén egészen a 16. századig. 1348-ban és 1361-ben Radoslav és Radič Čudomirić egy okiratban tanúként szerepelnek. 1365-ben Gruban „condam Scenichi” fia Kačina Goricában volt földesúr. 1391 és 1402 között Diminse Petrovićot említik egy Čudomiršćinai birtok kapcsán. A 14. század végén és a 15. század elején Zárában éltek Borajka fiai Juraj, Petar, Bartol, Matija Radušević tengerész, és így tovább. 1399-ben Ratko Drahiašić nemes vette feleségül Jelenát, a gacka župai Bitinából származó Jakov Lasničić lányát. Az utolsó név szerinti említés Zára városában 1509-ből való.
1371. november 25-én Spalatóban megállapodást kötöttek, amelyben megemlítik, hogy Bogdan Vuković Čihović faluból és a petrovo poljei Siverić falu négy birtokosa a „vna generacione videlicet Cudomiricorum” része volt. A nemzetség livnói birtokát (villam in Cleuna Sudumirizam) közvetve egy 15. századi hamisítvány említi, amelynek eredetijét feltehetően Kálmán magyar király állította ki még 1103-ban. A 15. században néhány családtag Dalmácia más részein is élt, például Trauban és Sukošanban, illetve 1451-ben Kninben. 1494-ben Matija Čudomirić a šibeniki Szent Ferenc ferences kolostor prokurátora volt.
A család tagjai közül Lika vidékén is éltek, 1404-ben a Velebit-hegység mögötti egykori Hotušje községből Obrad fia Simont jegyezték fel. 1503-ban említik Ivan Noićot Lagodušićiban (ma Budak Gospić mellett), 1512-ben pedig Jakov Vruković vagy Vrnković Belajon (ma Bilaj Gospić mellett) volt tanú, amely szintén a család egyik utolsó említése.
A 15. században a családnak Hrelićben is volt birtoka (ma Hrelići falu Új-Zágráb mellett, Krapina-Zagorje megyében). Szamobor városa közelében található a Čudomeršćak nevű domb, amely valószínűleg a nemzetség nevéhez kötődik. 1482-ben I. Mátyás magyar király megparancsolta Kaptolnak, hogy ismerje el Pavle Čudomirićnek, Vuk Grgurević Branković szerb despota tisztviselőjének tulajdonát. 1501-ben az akkor már özvegy Pavle felesége, Lucija, Barbara és Dorotea lányaival együtt írt a királynak, amiért erőszakkal eltulajdonították birtokait.